# IC 5133
IC 5133 је емисиона маглина у сазвјежђу Цефеј која се налази на листи објеката дубоког неба у Индекс каталогу.
Деклинација објекта је + 66° 10' 52" а ректасцензија 21h 42m 47,1s. IC 5133 је још познат и под ознакама LBN 1181.